# Gdola
Gdola – wieś w Polsce położona w województwie lubelskim, w powiecie chełmskim, w gminie Ruda-Huta.
| SIMC    | Nazwa     | Rodzaj    |
| ------- | --------- | --------- |
| 1026415 | Buda      | część wsi |
| 1026421 | Bykowe    | część wsi |
| 1026496 | Siedlisko | część wsi |
| 1026504 | Stulno    | część wsi |

W latach 1867–1954 należała do gminy Świerże. W latach 1975–1998 miejscowość administracyjnie należała do województwa chełmskiego. 
Wieś jest sołectwem w gminie Ruda-Huta. Według Narodowego Spisu Powszechnego z roku 2011 wieś liczyła 96 mieszkańców i była siedemnastą co do liczby ludności miejscowością gminy.
Wierni Kościoła rzymskokatolickiego należą do parafii św. Stanisława i Niepokalanego Serca Najświętszej Maryi Panny w Rudzie-Hucie.

## Historia
Miejscowość (lub miejsce) wzmiankowano w roku 1564 przy okazji lustracji dóbr królewskich. W XVI-XIX w. wchodziła w skład dóbr serebryskich. W 1827 r. liczyła 7 domów i 37 mieszkańców. Według spisu powszechnego z 30 września 1921 r. Gdolę zamieszkiwało 205 osób, w tym narodowości polskiej 201, rusińskiej (ukraińskiej) 3, innej 1, wyznania rzymskokatolickiego 186, prawosławnego 19. W okresie międzywojennym we wsi istniała szkoła i Dom Ludowy. W 1943 r. wieś liczyła 177 mieszkańców, w 1965 – 159, w 2000 – 102.